# Ctenomys sericeus
Ctenomys sericeus је врста глодара (Rodentia) из породице туко-тукоа (Ctenomyidae).

## Распрострањење
Ареал врсте је ограничен на једну државу. Аргентина је једино познато природно станиште врсте.

## Станиште
Станиште врсте су поља.

## Угроженост
Подаци о распрострањености ове врсте су недовољни.